# Александер, Ллойд
Ллойд Ча́дли Алекса́ндер (англ. Lloyd Chudley Alexander; 30 января 1924[…], Филадельфия, Пенсильвания — 17 мая 2007[…], Дрексел-Хилл, Пенсильвания) — американский фантаст, автор более 40 книг, преимущественно в жанре детского фэнтези. Наибольшую популярность получила его пенталогия «Хроники Придейна», по первым двум книгам которой были созданы популярный диснеевский мультфильм «Чёрный котёл» и одноимённая компьютерная игра. Книги Александера неоднократно получали престижные литературные премии.

## Биография
Ллойд Александер 30 января 1924 года родился в Филадельфии (США) в семье валлийцев (выходцев из Уэльса). В детстве зачитывался книгами Шекспира, Диккенса, Марка Твена и сборниками сказок, особенно его впечатлили подвиги рыцарей короля Артура.
В возрасте 15 лет он принял решение стать писателем. В 1940 году юноша окончил школу и в следующем году, после вступления США в войну, был мобилизован в армию. В военных действиях ему, однако, участвовать не пришлось. В военные годы Александер посетил Уэльс, многие мотивы валлийского фольклора Ллойд Александер позднее использовал в своих книгах.
По окончании войны Ллойд Александер поступил в Парижский университет, где встретил Жанин Данни (Janine Denni) и женился на ней (1946). Молодожёны поселились в Филадельфии, у них родилась дочь Мэделин.
В 1955 году вышла первая книга Александера. Вначале он писал для взрослых читателей, затем вышли его первые произведения для детей. В 1960-х годах Александер окончательно перешёл на жанр фэнтези для детей; первой стала повесть «Time cat» (1963), а в 1964 появилась первая книга его самого популярного произведения, «Хроники Придейна». Пять книг этой серии рассказывают об увлекательных приключениях и возмужании умного и смелого мальчика Тарена, который, при помощи верных друзей, проходит путь от помощника свинопаса до Верховного короля сказочной страны. Серия вызвала общее восхищение критиков и читателей, была успешно экранизирована и переведена на многие языки мира.. Критики отмечали живые характеры, прекрасный стиль, добрый и мягкий юмор автора.
В 1980-е годы Александер опубликовал ещё несколько серий. Участвовал в создании детского журнала «Сверчок» (англ. Cricket) и стал его постоянным автором. Очень любил кошек и посвятил им многие страницы своих книг. Своих кошек он вывел в двух книгах — «Пять моих тигров» (англ. My Five Tigers) и «Мои коты и я» (англ. My Cats and Me). Среди персонажей его сказок немало разумных кошек или других представителей кошачьей породы, помогающих героям, а сборник сказок «Городские коты» (англ. The Town Cats) полностью им посвящён.
Жанин умерла в мае 2007 года, Александер пережил её на две недели. Умер от рака. Похоронен на кладбище в пригороде Филадельфии Дрексел-Хилл. Последний роман писателя вышел посмертно в августе 2007 года.
19 октября 2012 года вышел документальный фильм «Александр Ллойд» о жизни и творчестве писателя

## Творчество

### Хроники Придейна (The Chronicles of Prydain)
1. The Book of Three (1964)
2. The Black Cauldron (1965), лауреат премии Ньюбери (1966)
3. The Castle of Llyr (1966)
4. Taran Wanderer (1967)
5. The High King (1968), лауреат премии Ньюбери (1969)

Дополнения
- Coll and His White Pig (1965), picture book
- The Truthful Harp (1967), picture book
- The Foundling and Other Tales of Prydain (1973, expanded 1999)

#### Русские переводы
1. Книга трёх. Армада, 1995. ISBN 5-7632-0021-7. 237 с.
2. Чёрный котёл. Армада, 1995. ISBN 5-7632-0030-6. 340 с.

### Трилогия «Westmark»
1. Westmark (1981) — National Book Award
2. The Kestrel (1982)
3. The Beggar Queen (1984)

### Серия «Vesper Holly»
1. The Illyrian Adventure (1986)
2. The El Dorado Adventure (1987)
3. The Drackenberg Adventure (1988)
4. The Jedera Adventure (1989)
5. The Philadelphia Adventure (1990)
6. The Xanadu Adventure (2005)

### Другие произведения
- And Let the Credit Go (1955) — первый роман Александера
- My Five Tigers (1956)
- Border Hawk: August Bondi (1958)
- Janine (my wife, that is) is French (1960)
- My Love Affair with Music (1960)
- The Flagship Hope: Aaron Lopez (1960)
- Park Avenue Vet (1962), совместно с ветеринаром Льюисом Кэмьюти
- Fifty Years in the Doghouse (1963)
- Time Cat: The Remarkable Journeys of Jason and Gareth (1963) — первая книга в жанре фэнтези
- The Marvelous Misadventures of Sebastian (1970) — National Book Award
- The King’s Fountain (1971)
- The Four Donkeys (1972)
- The Cat Who Wished to Be a Man (1973)
- The Wizard in the Tree (1974)
- The Town Cats and Other Tales  (1977)
- The First Two Lives of Lukas-Kasha (1978)
- The Remarkable Journey of Prince Jen (1991)
- The Fortune-Tellers (1992)
- The Arkadians (1995)
- The House Gobbaleen (1995)
- The Iron Ring (1997)
- Gypsy Rizka (1999)
- How the Cat Swallowed Thunder (2000)
- The Gawgon and the Boy (2001); в Великобритании получила название: The Fantastical Adventures of the Invisible Boy
- The Rope Trick (2002)
- Dream-of-Jade: The Emperor’s Cat (2005)
- The Golden Dream of Carlo Chuchio (2007)